# Pía Sebastiani
Pour les articles homonymes, voir Sébastiani.
Pía Sebastiani (née le 27 février 1925 à Buenos Aires, et morte dans la même ville le 26 juillet 2015), est une pianiste classique, compositrice et pédagogue argentine.

## Biographie
Pía Sebastiani étudie avec A. Pinto, Jorge Fanelli, Jorge de Lalewitz, Gilardo Gilardi et Lamberto Baldi. Elle poursuit ses études avec Marguerite Long, Magda Tagliaferro et Adele Marcus, et en 1947 au Conservatoire de Paris avec Darius Milhaud et Olivier Messiaen. En 1943, elle a composé un concerto pour piano, et en 1945, une suite symphonique.
De 1958 à 1964, elle était ambassadrice culturelle de l'Argentine à Paris et à Bruxelles. En tant que pianiste, elle a joué avec presque tous les grands orchestres d'Amérique latine et d'Europe, et a donné des concerts au Carnegie Hall, à la Salle Pleyel et au Wigmore Hall.
En formation de chambre, elle a collaboré avec le quatuor de Chicago, l'Arts Quartet et entre autres les solistes Dimitri Sitkovetski, Carter Enyart, Paul Kling, Alberto Lysy, Fernando Hasaj, Luis Roggiero, Rafael Gintoli et Pablo Saravi.
Pía Sebastiani a enseigné notamment au Conservatoire Juan José Castro, l'Universidad del Litoral, et jusqu'en 1991 à l'Université d'État de Ball, dans l'Indiana, après quoi elle dirige en Argentine le Conservatorio Beethoven et devient présidente de la Fundación Beethoven.
Son 80e anniversaire est célébré au Teatro Colón en 2005 avec l'Orchestre philharmonique de Buenos Aires.
En 2007, le ministère de la Culture lui attribue le Premio à la Trayectoria. En 2008, elle a ouvert le cycle de concerts d'été de l'Orchestre Symphonique Municipal de Mar del Plata dirigé par José Maria Ulla.